# Cérebro de Mussolini

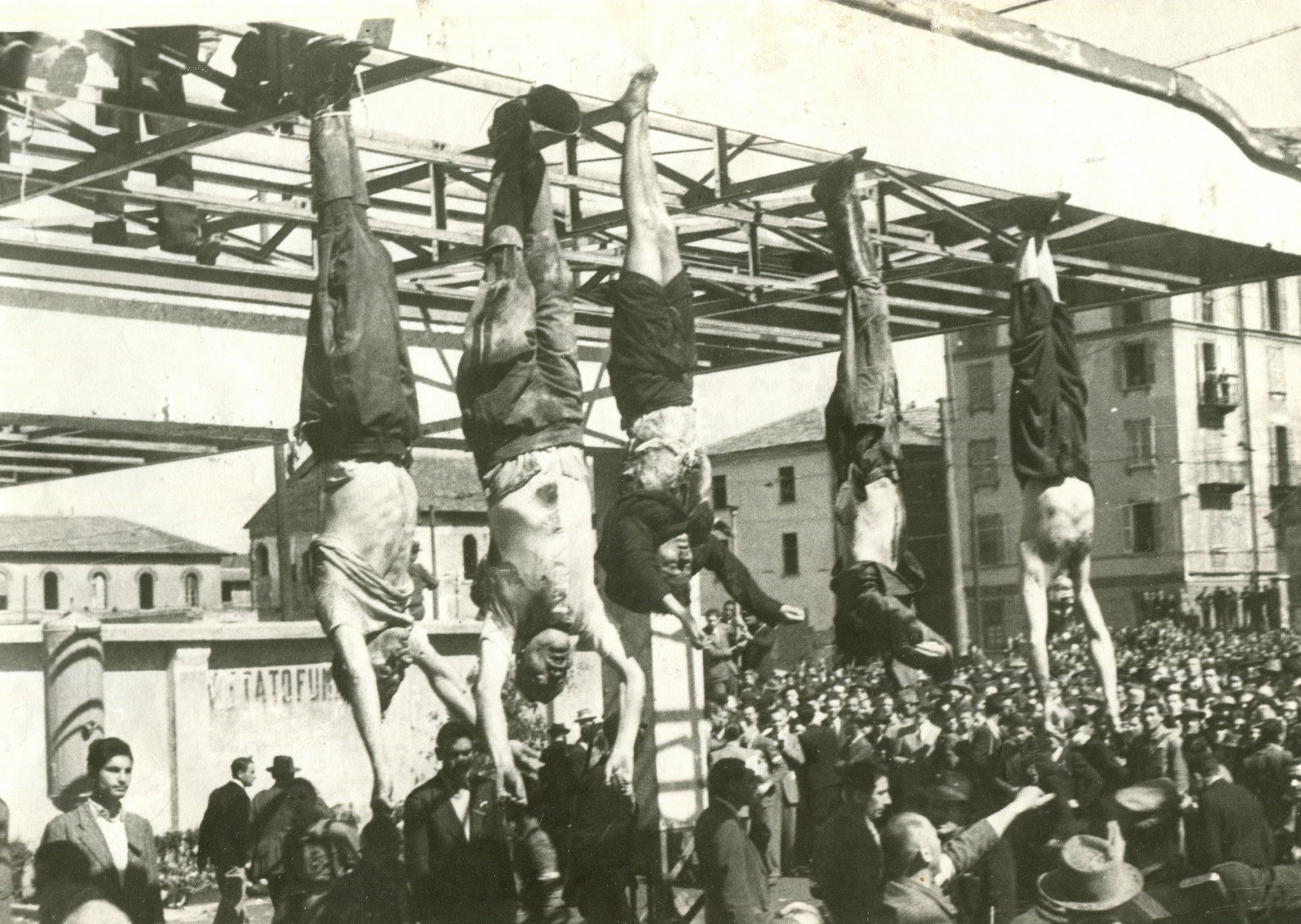
Corpo de Mussolini exposto na Piazza Loreto, 1945

Partes do cérebro do ditador italiano Benito Mussolini foram extraídas por norte-americanos para fazer análises em busca de uma possível infecção por sífilis que pudesse explicar sua "loucura". O teste do cérebro deu negativo para sífilis. Em 1966, os Estados Unidos devolveram parte de Mussolini para Rachele Mussolini, sua viúva. Rachele Mussolini explicou que descobriu que os americanos haviam "tirado metade de seu cérebro" em busca de ter "querido saber o que faz um ditador". Mais tarde, a neta de Mussolini, Alessandra Mussolini, relatou que uma pessoa desconhecida estava vendendo potes de vidro supostamente contendo o cérebro e o sangue de Duce no eBay pedindo 15.000 euros pelos objetos. A plataforma removeu rapidamente o anúncio.